# Херцогство Ферара
Херцогството Ферара (на латински: Ducatus Ferrariensis; на италиански: Ducato di Ferrara) е херцогство на италианската фамилия Есте в днешната провинция Ферара със столица град Ферара. То съществува от 1471 до 1597 г.

## История
Създава се през 1471 г. на река По от господството Ферара, което е образувано през 1208 г. от Ацо VI д'Есте. На 14 април 1471 г. Борсо д’Есте, херцог на Модена, получава от папа Павел II титлата херцог на Ферара. Последният херцог на Ферара е бездетният Алфонсо II д'Есте.
През 1597 г. папа Климент VIII не признава обявения от него за наследник Чезаре д’Есте, взема херцогството Ферара и го присъединява към Папската държава.

## Маркграфове на Ферара
- Обицо II д’Есте 1264 – 1293
- Ацо VIII 1293 – 1308
- Алдобрандино II 1308 – 1326
- Обицо III 1317 – 1352
- Николò I 1317 – 1335
- Алдобрандино III 1335 – 1361
- Николò II 1361 – 1388
- Алберто 1388 – 1393
- Николò III 1393 – 1441
- Леонело 1441 – 1450

## Херцози на Ферара
- Борсо 1450 – 1471 (херцог на Модена и Реджо през 1452, херцог на Ферара през 1471)
- Ерколе I 1471 – 1505
- Алфонсо I 1505 – 1534
- Ерколе II 1534 – 1559
- Алфонсо II 1559 – 1597

1597-: към Папската държава